# Тентек (Кокпектинский район)
Тентек (каз. Тентек) — упразднённое село в Кокпектинском районе Восточно-Казахстанской области Казахстана. Входило в состав Улкен Букенского сельского округа. Код КАТО — 635035105. Ликвидировано в 2009 г.

## Этимология
"Тентек" с тюркского - "непослушый"

## Население
В 1999 году население села составляло 31 человек (13 мужчин и 18 женщин). По данным переписи 2009 года, в селе проживало 11 человек (6 мужчин и 5 женщин).